# Acontia mediofasciata
Acontia mediofasciata är en fjärilsart som beskrevs av Otto Staudinger 1923. Acontia mediofasciata ingår i släktet Acontia och familjen nattflyn. Inga underarter finns listade i Catalogue of Life.